# Daltro Menezes
Daltro Rodrigues Menezes (Porto Alegre, 18 de janeiro de 1938 – 18 de agosto de 1994) foi um treinador de futebol brasileiro, que treinou grandes clubes do país, como a dupla Grêmio e Internacional, entre outros plantéis do futebol nacional. Ganhou o carinhoso apelido de Gordinho, em sua passagem pelo Glória de Vacaria.

## História
Daltro Menezes começou sua carreira de técnico nas bases do Internacional, mas só estreou no profissional quando ganhou uma oportunidade do Juventude que, sem dinheiro em caixa, resolveu apostar em um treinador jovem. Após grande trabalho no time de Caxias do Sul, voltou ao Internacional onde faria história. Com o tricampeonato gaúcho conquistado pelo Inter, Daltro pode dirigir grandes e tradicionais clubes brasileiros, como a própria dupla Gre-Nal, os rivais catarinenses Criciúma e Figueirense, além de Santos, Juventude, Coritiba e Vitória da Bahia.

### Campanhas de destaque
Tricampeonato gaúcho e vice do Robertão
Daltro assumiu o Internacional em 1968, debaixo de uma enorme pressão. Voltando ao colorado, onde havia trabalhado nas categorias de base, Daltro vinha de um grande trabalho no Juventude, mas, agora, assumia, pela primeira vez, um "enorme" clube do futebol nacional que, para piorar a situação, não ganhava do seu maior rival há sete anos. Ao lado do auxiliar Vevé, Daltro fez milagre . Não só encerrou o jejum de derrotas coloradas para o rival tricolor, como levou o Inter ao vice-campeonato do Robertão em 1968 e o tricampeonato gaúcho em 1969, 1970 e 1971.
Taça Governador do Estado
Em 1976, Daltro voltou ao Juventude, clube onde iniciou sua carreira como treinador profissional. Lá, conquistou seu único título com o clube, a épica Taça Governador do Estado do Rio Grande do Sul, que foi disputada por mais de 50 times.
A Glória do Glória
Em 1988, Daltro assumiu o Glória, vindo de uma rápida passagem pelo Próspero de Santa Catarina.[carece de fontes?] O "Gordinho", como era conhecido, levou o Glória a conquistar o Campeonato Gaúcho da 2ª Divisão em 1988 e ficar em 4º lugar na primeira divisão em 1989.

### Polêmicas
Não só de títulos viveu Daltro. Polêmicas rodearam a carreira do treinador. A mais famosa delas foi a saída do Inter, em 1971, quando caiu, principalmente, por não escalar Bráulio, um xodó da torcida colorada . Ao enfrentar a torcida e a diretoria, e não escalar Bráulio, Menezes viu sua corda arrebentar com uma derrota para o Grêmio em pleno Beira-Rio na final de um certame amistoso disputado em Porto Alegre (a Taça Internacional de Porto Alegre), e em abril deixou o Internacional.
Em 1982 foi citado no escândalo da Máfia da Loteria Esportiva.
A denúncia alegava que Daltro costumava trabalhar com o goleiro Vandeir e a dupla arranjaria jogos. 
O Comercial FC perdeu em casa para a Inter de Limeira por 1 a 4, em 5 de agosto de 1979  pelo Campeonato Brasileiro de Futebol de 1979. O resultado foi considerado, na época, uma zebra, principalmente por dois "frangos" tomados por Vandeir. No ano seguinte, dirigindo o Ceará SC protagonizou outro resultado insólito, um empate em 3 a 3 com o São Paulo em 27 de abril de 1980 pelo Campeonato Brasileiro de Futebol de 1980, outro jogo em que Vandeir tomou dois gols criticados. Por fim, a dupla Vandeir e Daltro voltaram a trabalhar juntos no  AA Francana em 1981. Em 12 de maio de 1981, o Francana enfrentou o São Paulo, outro jogo com resultado considerado zebra, em que Vandeir foi novamente criticado pelos gols sofridos. O delator Flávio Moreira afirmou que todos os jogos estavam arranjados. 

### Morte e homenagem
Daltro Menezes morreu em sua cidade-natal, Porto Alegre, em 18 de agosto de 1994, vítima de complicações por conta de sua obesidade mórbida.
Em 1996 foi disputada, no Rio Grande do Sul, a Copa Daltro Menezes, um torneio amistoso em homenagem ao treinador que havia morrido em 1994. SER Caxias e Brasil de Pelotas se enfrentaram pelo título, que terminou conquistado pelo SER Caxias.

## Títulos

### Campeão
Internacional
- Campeonato Gaúcho:1969, 1970, 1971

Juventude
- Copa Governador do Estado: 1976

Glória de Vacaria
- Campeonato Gaúcho - 2ª Divisão: 1988

### Vice-campeão
Internacional
- Taça Roberto Gomes Pedrosa: 1968
- Copa Internacional de Porto Alegre de 1971